# Jerzy Parvi
Jerzy Ludwik Parvi (ur. 6 czerwca 1924 w Krakowie, zm. 26 października 1997 w Warszawie) – polski romanista, historyk literatury francuskiej XIX i XX wieku, profesor Uniwersytetu Warszawskiego.

## Życiorys
W czasie II wojny światowej był żołnierzem Armii Krajowej na Wileńszczyźnie. W 1949 ukończył studia na Wydziale Prawno-Administracyjnym, w 1952 studia na Wydziale Filologicznym Uniwersytetu Wrocławskiego. Od 1952 pracował na Uniwersytecie Warszawskim. W 1964 obronił pracę doktorską Rola „Par les champs et par les grèves” w twórczości Gustave’a Flauberta napisaną pod kierunkiem Mieczysława Brahmera, w 1976 otrzymał stopień doktora habilitowanego na podstawie pracy Polska w twórczości i działalności V. Hugo. W 1979 otrzymał tytuł profesora nadzwyczajnego.
Był prodziekanem Wydziału Neofilologii UW (1976-1978), dyrektorem Instytutu Romanistyki UW (1978-1981 i 1987-1990), w latach 1982-1987 kierował Zakładem Literaturoznawstwa Francuskiego, w latach 1982-1990 także Pracownią Badań nad Kulturą Francusko-Kanadyjską.
Od 1981 był członkiem Komitetu Neofilologicznego Polskiej Akademii Nauk, od 1993 jego przewodniczącym. W 1978 został przewodniczącym Komitetu Głównego Olimpiady Języka Rosyjskiego. Należał do Polskiego PEN Clubu.
W PRL był odznaczony Złotym Krzyżem Zasługi i Krzyżem Kawalerskim Orderu Odrodzenia Polski, został także Kawalerem Orderu Palm Akademickich.
Został pochowany na cmentarzu w Skolimowie.

## Twórczość

### Książki autorskie
- Polska w twórczości i działalności Victora Hugo (1977)
- Rzeczywistość i fantazja. Szkice o literaturze francuskiej XIX wieku (1989)
- Révolution indépendance romantisme. Contributions à l'histoire des idées au XIXe siècle (1992)
- Montalembert w obronie niepodległości Polski i wiary katolickiej (1994)

### Antologie
- Antologia literatury francuskiej XVIII wieku (1952) - opracowanie (z Janem Kottem)
- Auguste de Villiers de L’Isle-Adam, Opowieści okrutne i inne utwory (1974) - wybór i wstęp
- Historie osobliwe i fantastyczne. Nowela francuska od Cazotte'a do Apollinaire'a (1975) - wybór, wstęp i noty
- Victor Hugo, Poezje wybrane (1976) - wybór, wstęp i nota
- Théophile Gautier, Stopa mumii i inne opowiadania fantastyczne (1980) - wybór i posłowie